# Escudo de Tampa

Sello de armas de la Ciudad de Tampa

El sello de Tampa es el sello oficial del gobierno de Tampa. El sello fue hecho en Italia en la década de 1920 por Val Antuono.

## Diseño
En el centro del sello está una pintura del barco de vapor Mascotte, que era propiedad de Henry B. Plant y fue nombrado después de la opereta La Mascotte por Edmond Audran. El barco (junto con su buque gemelo Ollivette, que también fue nombrado para una ópera de Audran) corrió entre Tampa, Cayo Hueso y Cuba desde mediados de 1880 hasta principios de 1900. Fue en esa capacidad que reunió a miles de inmigrantes y los envíos regulares de tabaco habano claro a Ybor City y West Tampa, ayudando a hacer de Tampa la Capital mundial del cigarro.
El parámetro exterior del sello de la ciudad muestra las palabras "City of Tampa Florida" (Ciudad de Tampa Florida) y "July 15, 1887" (15 de julio de 1887), la fecha en que se organizó la ciudad bajo una ley especial de la Legislatura de la Florida. El sello mostrado fue creado por Margaret Hug Joan, una empleada de la ciudad de Tampa. Ella creó (actualizó) el sello a finales de 1970 y principios de 1980. Margaret nació el 4 de abril de 1934, en Detroit, Míchigan.
- Datos: Q4784186